# Natação no Campeonato Mundial de Esportes Aquáticos de 2022 - 50 m costas masculino
A prova dos 50 metros costas masculino da natação no Campeonato Mundial de Esportes Aquáticos de 2022 ocorreu nos dias 24 e 25 de junho, em Budapeste, na Hungria.

## Recordes
Antes desta competição, os recordes mundiais e do campeonato nesta prova eram os seguintes:
| Tipo                  | Atleta           | Tempo  | Local      | Data                |
| --------------------- | ---------------- | ------ | ---------- | ------------------- |
|                       | Hunter Armstrong | 23s 71 | Greensboro | 28 de abril de 2022 |
| Recorde do campeonato | Liam Tancock     | 24s 04 | Roma       | 2 de agosto de 2009 |

## Medalhistas
| Ouro              | Prata                  | Bronze               |
| Justin Ress (USA) | Hunter Armstrong (USA) | Ksawery Masiuk (POL) |

## Cronograma
Todos os horários são locais (UTC+2). 
| Data        | Hora  | Evento        |
| ----------- | ----- | ------------- |
| 24 de junho | 09:23 | Eliminatórias |
| 24 de junho | 19:09 | Semifinal     |
| 25 de junho | 18:02 | Final         |

## Resultados

### Eliminatórias
Esses foram os resultados das eliminatórias. A prova foi realizada no dia 24 de junho com início às 09:23. 
| Pos. | Bateria | Raia | Nadador                | Nacionalidade          | Tempo | Notas  |
| ---- | ------- | ---- | ---------------------- | ---------------------- | ----- | ------ |
| 1    | 5       | 4    | Justin Ress            | Estados Unidos         | 24.24 | Q      |
| 2    | 6       | 3    | Ole Braunschweig       | Alemanha               | 24.58 | Q,     |
| 3    | 6       | 1    | Thomas Ceccon          | Itália                 | 24.62 | Q,     |
| 4    | 6       | 4    | Hunter Armstrong       | Estados Unidos         | 24.63 | Q      |
| 5    | 4       | 3    | Ksawery Masiuk         | Polónia                | 24.64 | Q,     |
| 6    | 6       | 5    | Isaac Cooper           | Austrália              | 24.67 | Q      |
| 7    | 4       | 4    | Robert Glință          | Roménia                | 24.79 | Q      |
| 8    | 5       | 6    | Ryosuke Irie           | Japão                  | 24.85 | Q, RET |
| 9    | 4       | 5    | Apostolos Christou     | Grécia                 | 24.88 | Q      |
| 10   | 6       | 6    | Mewen Tomac            | França                 | 25.01 | Q      |
| 11   | 4       | 6    | Andrew Jeffcoat        | Nova Zelândia          | 25.06 | Q      |
| 12   | 5       | 7    | Michael Laitarovsky    | Israel                 | 25.08 | Q      |
| 13   | 4       | 7    | Tomasz Polewka         | Polónia                | 25.10 | Q      |
| 14   | 5       | 8    | Xu Jiayu               | China                  | 25.12 | Q      |
| 15   | 6       | 2    | Guilherme Basseto      | Brasil                 | 25.15 | Q      |
| 16   | 5       | 2    | Michele Lamberti       | Itália                 | 25.16 | Q      |
| 16   | 6       | 7    | Yohann Ndoye Brouard   | França                 | 25.16 | Q      |
| 18   | 3       | 3    | Javier Acevedo         | Canadá                 | 25.18 |        |
| 19   | 5       | 5    | Hugo González          | Espanha                | 25.26 |        |
| 20   | 4       | 8    | Lee Ju-ho              | Coreia do Sul          | 25.31 |        |
| 21   | 5       | 1    | Richárd Bohus          | Hungria                | 25.47 |        |
| 21   | 5       | 3    | Mitch Larkin           | Austrália              | 25.47 |        |
| 23   | 5       | 9    | Chuang Mu-lun          | Taipé Chinesa          | 25.55 |        |
| 24   | 3       | 2    | Ģirts Feldbergs        | Letônia                | 25.62 |        |
| 24   | 4       | 1    | Bence Szentes          | Hungria                | 25.62 |        |
| 26   | 6       | 9    | Quah Zheng Wen         | Singapura              | 25.79 |        |
| 27   | 6       | 8    | Jan Čejka              | Chéquia                | 25.89 |        |
| 28   | 4       | 0    | Daniel Zaitsev         | Estónia                | 26.01 |        |
| 29   | 4       | 9    | I Gede Siman Sudartawa | Indonésia              | 26.09 |        |
| 30   | 3       | 1    | Jack Kirby             | Barbados               | 26.11 |        |
| 31   | 6       | 0    | Charles Hockin         | Paraguai               | 26.17 |        |
| 32   | 3       | 4    | Max Mannes             | Luxemburgo             | 26.19 |        |
| 33   | 5       | 0    | Yeziel Morales         | Porto Rico             | 26.23 |        |
| 34   | 3       | 5    | Lau Shiu Yue           | Hong Kong              | 26.41 |        |
| 35   | 3       | 7    | Elías Ardiles          | Chile                  | 26.71 |        |
| 36   | 3       | 6    | Filippos Iakovidis     | Chipre                 | 26.91 |        |
| 37   | 2       | 0    | Ali Al-Essa            | Arábia Saudita         | 27.26 |        |
| 38   | 1       | 4    | Omar Al-Rowaila        | Brunei                 | 27.28 |        |
| 39   | 3       | 0    | Bede Aitu              | Ilhas Cook             | 28.03 |        |
| 40   | 1       | 3    | Mekhayl Engel          | Curaçau                | 28.10 |        |
| 41   | 2       | 1    | Juhn Tenorio           | Marianas Setentrionais | 28.18 |        |
| 42   | 2       | 3    | Samiul Islam Rafi      | Bangladesh             | 28.22 |        |
| 43   | 1       | 5    | Jeno Heyns             | Suriname               | 28.41 |        |
| 44   | 3       | 8    | Andrej Stojanovski     | Macedônia do Norte     | 28.43 |        |
| 45   | 2       | 2    | José Manuel Campo      | El Salvador            | 28.45 |        |
| 46   | 3       | 9    | Rohan Shearer          | Turcas e Caicos        | 28.89 |        |
| 47   | 2       | 5    | Mohamed Aan Hussain    | Maldivas               | 29.57 |        |
| 48   | 2       | 4    | Adnan Kabuye           | Uganda                 | 29.65 |        |
| 49   | 2       | 7    | Aseel Khousrof         | Iêmen                  | 35.39 |        |
| 50   | 2       | 6    | Faizan Akbar           | Paquistão              | DNS   | DNS    |
| 50   | 2       | 8    | Hasan Al-Zinkee        | Iraque                 | DNS   | DNS    |
| 50   | 4       | 2    | Mohamed Samy           | Egito                  | DNS   | DNS    |

### Semifinal
Esses foram os resultados das semifinais. A prova foi realizada no dia 24 de junho com início às 19:09.
| Pos. | Bateria | Raia | Nadador              | Nacionalidade  | Tempo | Notas |
| ---- | ------- | ---- | -------------------- | -------------- | ----- | ----- |
| 1    | 2       | 4    | Justin Ress          | Estados Unidos | 24.14 | Q     |
| 2    | 1       | 5    | Hunter Armstrong     | Estados Unidos | 24.16 | Q     |
| 3    | 1       | 6    | Apostolos Christou   | Grécia         | 24.39 | Q,    |
| 4    | 2       | 5    | Thomas Ceccon        | Itália         | 24.46 | Q,    |
| 5    | 2       | 3    | Ksawery Masiuk       | Polónia        | 24.48 | Q,    |
| 6    | 2       | 6    | Robert Glință        | Roménia        | 24.54 | Q     |
| 7    | 1       | 3    | Isaac Cooper         | Austrália      | 24.60 | Q     |
| 8    | 1       | 4    | Ole Braunschweig     | Alemanha       | 24.61 | Q     |
| 9    | 1       | 8    | Yohann Ndoye Brouard | França         | 24.79 |       |
| 10   | 1       | 1    | Guilherme Basseto    | Brasil         | 24.85 |       |
| 11   | 2       | 8    | Michele Lamberti     | Itália         | 24.86 |       |
| 12   | 2       | 1    | Xu Jiayu             | China          | 24.90 |       |
| 13   | 1       | 2    | Andrew Jeffcoat      | Nova Zelândia  | 24.91 |       |
| 13   | 2       | 2    | Mewen Tomac          | França         | 24.91 |       |
| 15   | 2       | 7    | Michael Laitarovsky  | Israel         | 25.11 |       |
| 16   | 1       | 7    | Tomasz Polewka       | Polónia        | 25.28 |       |

### Final
A final foi realizada em 25 de junho às 18:02. 
| Pos.              | Raia | Nadador            | Nacionalidade  | Tempo | Notas |
| ----------------- | ---- | ------------------ | -------------- | ----- | ----- |
| Medalha de ouro   | 4    | Justin Ress        | Estados Unidos | 24.12 |       |
| Medalha de prata  | 5    | Hunter Armstrong   | Estados Unidos | 24.14 |       |
| Medalha de bronze | 2    | Ksawery Masiuk     | Polónia        | 24.49 |       |
| 4                 | 6    | Thomas Ceccon      | Itália         | 24.51 |       |
| 5                 | 3    | Apostolos Christou | Grécia         | 24.57 |       |
| 5                 | 7    | Robert Glință      | Roménia        | 24.57 |       |
| 7                 | 8    | Ole Braunschweig   | Alemanha       | 24.66 |       |
| 8                 | 1    | Isaac Cooper       | Austrália      | 24.76 |       |

Legenda
| Recorde mundial       | Recorde mundial (World record)               |                       | Recorde africano                      | Recorde africano (African) |                                           | Q | Classificado por posição (Qualified) |
| Recorde do campeonato | Recorde do campeonato (Championship record)  | Recorde da América    | Recorde da América (Americas)         | q                          | Classificado por melhor tempo (Qualified) |   |                                      |
| Melhor marca do ano   | Melhor marca do ano (World leading)          | Recorde asiático      | Recorde asiático (Asian)              | DNS                        | Não largou (Did not start)                |   |                                      |
| Recorde nacional      | Recorde nacional (National record)           | Recorde europeu       | Recorde europeu (European)            | DNF                        | Não terminou (Did not finish)             |   |                                      |
| Recorde pessoal       | Recorde pessoal do atleta (Personal best)    | Recorde da Oceania    | Recorde da Oceania (Oceania)          | DSQ / DQ                   | Desclassificado (Disqualified)            |   |                                      |
| Recorde da temporada  | Recorde da temporada do atleta (Season best) | Recorde sul-americano | Recorde sul-americano (South America) | NM                         | Sem marca (No mark)                       |   |                                      |